# 崖蜥科
崖蜥科（Aigialosauridae）在希臘文意為「海岸蜥蜴」，是滄龍超科的一科，是群生存於白堊紀晚期的半水生爬行動物，也是滄龍物種的早期形態。其體型還明顯的保有一般蜥蜴的形狀，也沒有完全適應水生生活。
大部分古生物學家和NHK的恐龍紀錄片中，都認為崖蜥科是滄龍科的一個最早期的演化階段；但某些古生物學家則認為崖蜥科是個並系群，和滄龍並沒有直接的進化關係。